# Эдельмюллер, Кристоф
Кристоф Эдельмюллер (нем. Christoph Edelmüller; род. 15 октября 1981, Вена) — австрийский гандболист, линейный команды «Фиверс Маргарете» и сборной Австрии.

## Карьера

### Клубная
Воспитанник школы клуба «Вест-Виен», в основном составе с 1999 года. В 2004 году переехал в Швецию, где выступал в Первой лиге за «Х-43 Лунд», по окончании сезона вернулся в Вену. С 2008 года представляет «Фиверс Маргаретен».

### В сборной
В сборной сыграл 20 игр и забил 20 голов. Участник чемпионата Европы 2014.

## Достижения
- Чемпион Австрии (один раз)
- Обладатель Кубка (три раза)